# Holetín
Holetín (en allemand : Holetin) est une commune du district de Chrudim, dans la région de Pardubice, en République tchèque. Sa population s'élevait à 1 797 habitants en 2022.

## Géographie
Holetín se trouve à 4 km au nord-nord-est du centre de Hlinsko, à 20 km au sud-est de Chrudim, à 29 km au sud-sud-est de Pardubice et à 111 km à l'est-sud-est de Prague.
La commune est limitée par Tisovec au nord, par Mrákotín et Raná à l'est, par Hlinsko au sud, et par Včelákov à l'ouest et au nord-ouest.

## Histoire
La première mention écrite de la localité date de 1144.

## Administration
La commune se compose de trois sections :
- Dolní Holetín
- Horní Babákov
- Horní Holetín

## Galerie

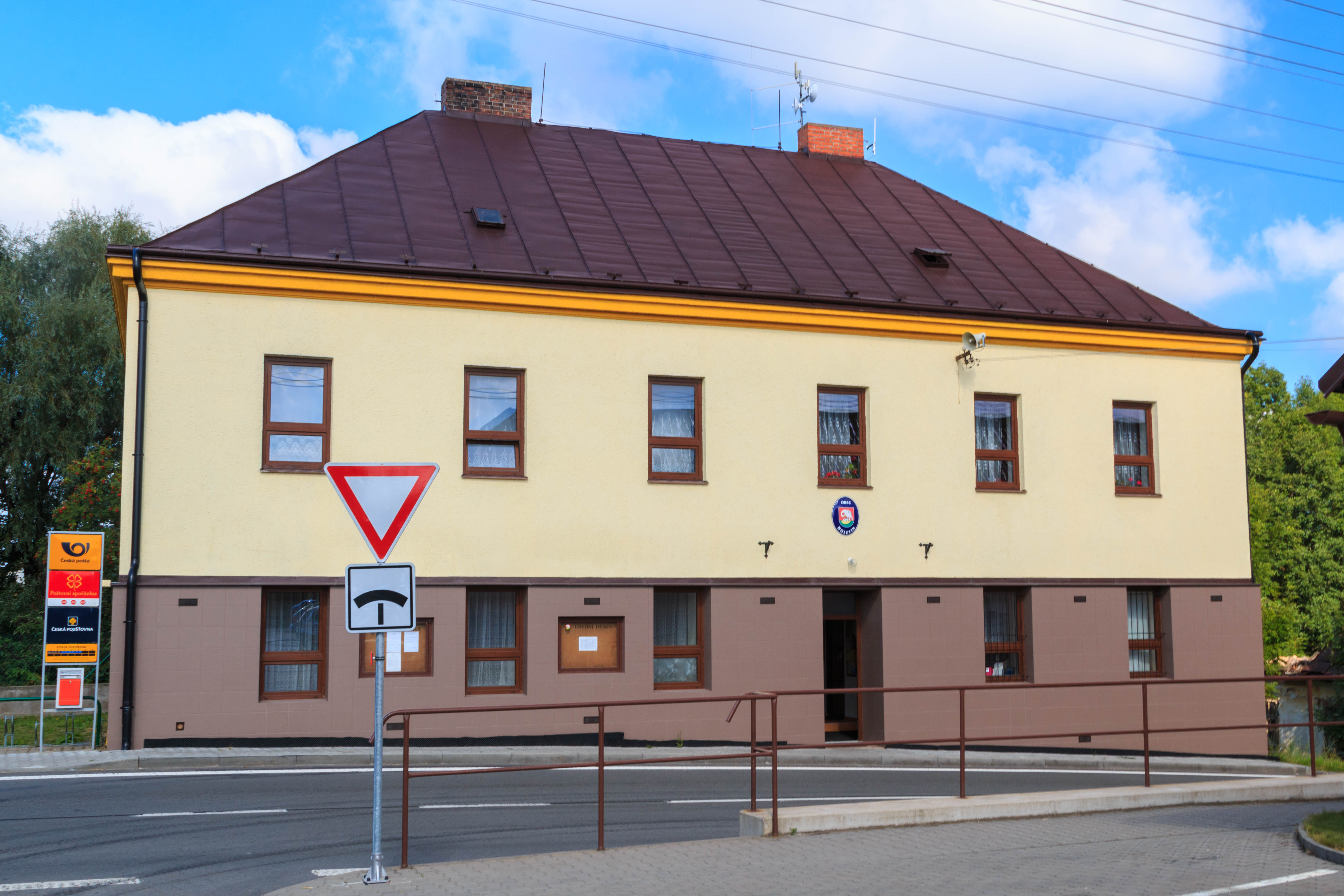
Holetín : la mairie.
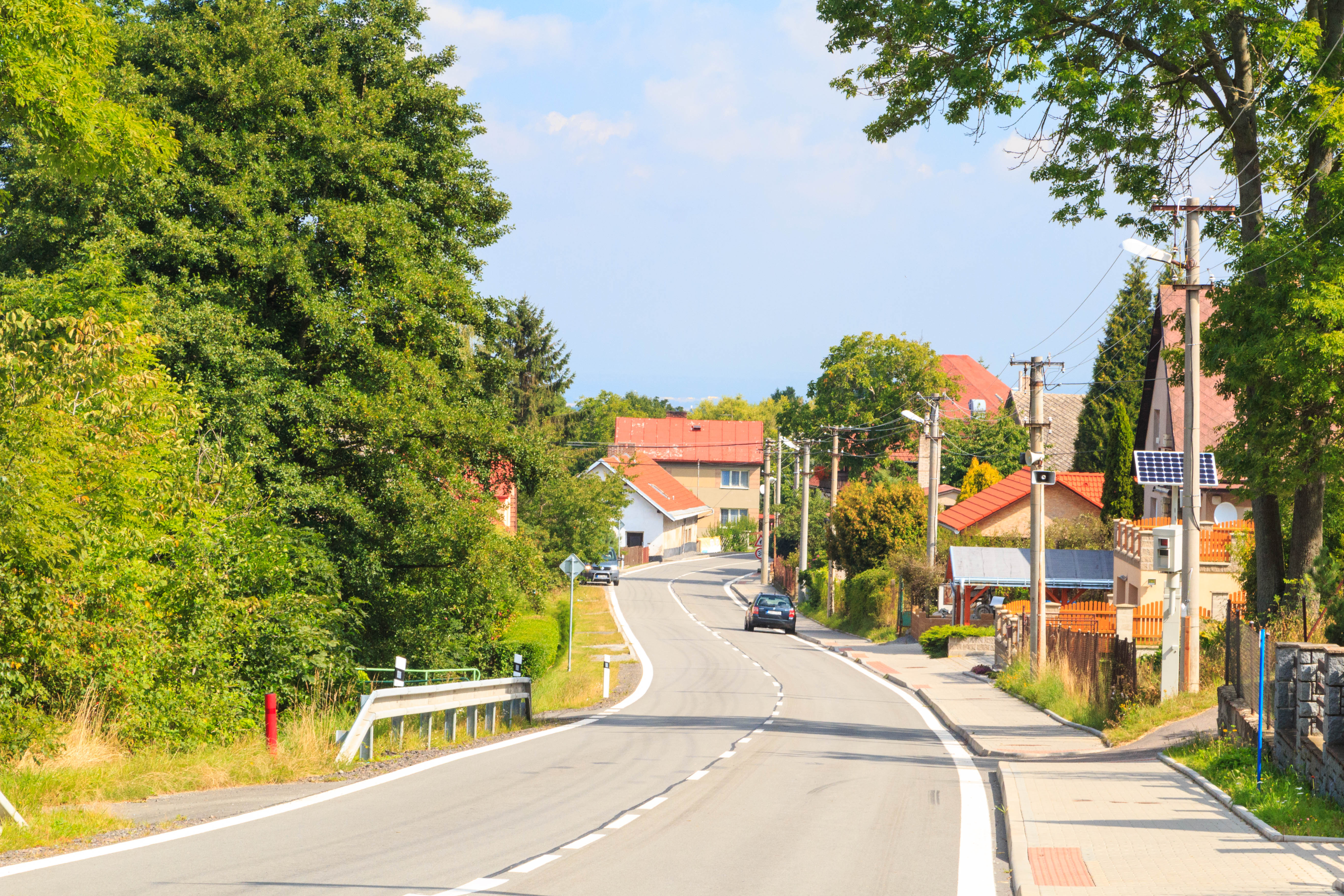
Rue principale.

## Transports
Par la route, Holetín se trouve à 4 km de Hlinsko, à 26 km de Chrudim, à 35 km de Pardubice et à 147 km de Prague. 